# Wojciech Małocha
Wojciech Małocha (ur. 26 stycznia 1973 w Głubczycach) – polski piłkarz grający na pozycji napastnika.

## Kariera
Początkowo zawodnik Polonii Głubczyce. Przed rozpoczęciem rundy wiosennej sezonu 1993/1994 został graczem Widzewa Łódź. Pierwszego gola w I lidze strzelił 14 maja 1994 roku w meczu z Wartą Poznań, przyczyniając się do zwycięstwa 2:0. W kolejnych rozgrywkach, w których wystąpił w 18 spotkaniach i zdobył jedną bramkę (gol w wygranym 4:0 pojedynku z Wartą), wywalczył wraz z łódzkim klubem wicemistrzostwo Polski. W latach 1995–1999 był piłkarzem Petrochemii Płock. W sezonie 1996/1997 strzelił 25 goli (został królem strzelców) i w znacznym stopniu przyczynił się do awansu płockiego zespołu do I ligi.
Na początku rundy jesiennej sezonu 1999/2000 występował w Odrze Wodzisław Śląski, w której barwach rozegrał sześć meczów. W latach 1999–2003 był zawodnikiem KSZO Ostrowiec Świętokrzyski. W 2001 roku wywalczył wraz z nim awans do I ligi. Ostatniego gola w najwyższej polskiej klasie rozgrywkowej strzelił 26 października 2002 w spotkaniu z Odrą Wodzisław Śl., przyczyniając się do zwycięstwa 2:1, zaś po raz ostatni wystąpił 22 listopada w zremisowanym bezbramkowo meczu z Widzewem Łódź. Trzy dni przed rozpoczęciem rundy wiosennej sezonu 2002/2003 Małocha przedstawił zarządowi ostrowieckiego klubu zwolnienie lekarskie. Kilka tygodni później władze KSZO zdyskwalifikowały go za „ciężkie naruszenie obowiązków pracowniczych”. Ostatecznie jego kontrakt z KSZO wygasł w czerwcu 2003 roku.
W sezonie 2003/2004 występował w Koronie Kielce, w której barwach w rozgrywkach III ligi strzelił sześć goli. Ponadto wraz z kieleckim klubem wywalczył puchar Polski na szczeblu okręgu – w finałowym spotkaniu z Pogonią Staszów zdobył jedną z czterech bramek dla swojego zespołu. Przez następne półtora roku (2004–2005) był piłkarzem Zagłębia Sosnowiec. W lutym 2006 roku podpisał kontrakt z Turem Turek. Kilka miesięcy później został zawodnikiem SC Vistula Garfield. Występował również w Błękitnych Raciąż, austriackim SV Gmunden i Mieni Lipno.